# Дусті (Фархорський район)
Ду́сті (тадж. Дӯстӣ) — село у складі Хатлонської області Таджикистану. Входить до складу Фархорського джамоату Фархорського району.
Назва означає дружба. Колишня назва — Арабо, сучасна назва — з 29 березня 2012 року.
Населення — 339 осіб (2010; 936 в 2009).